# Bürvenich
Bürvenich is een plaats in de Duitse gemeente Zülpich, deelstaat Noordrijn-Westfalen, en telt 941 inwoners (2006).